# Catherine Maunoury
Pour les articles homonymes, voir Maunoury.
Catherine Maunoury, née Catherine Droneau le 17 mai 1954 à Elbeuf ,,,, est une championne française de voltige aérienne et l'actuelle présidente de l'Aéro-Club de France.

## Biographie

### Pionnière en voltige féminine en France
Catherine Maunoury connaît ses premières heures de vol en 1962 lorsque son père l'emmène voler. En 1969, à bord d'un Jodel D112, son instructeur prend la responsabilité de la faire voler seule alors qu'elle n'a pas plus de cinq heures de vol. Au terme de cette expérience, elle réussit son examen. Elle obtient son brevet de pilote en 1971 et devient la plus jeune pilote de France. Elle est aussi titulaire d'une maîtrise de philosophie.
Devenue pilote, Catherine Maunoury s'oriente vers la voltige aérienne que pratiquait son père et son instructeur. Sous la direction de Gérard Bessière, son entraîneur, elle remporte dix titres de championne de France et deux de championne du monde,. Ces deux victoires interviennent à douze ans d'écart, alors que les avions ont évolué. « Il devenait possible d'enchaîner de plus en plus rapidement des figures de plus en plus compliquées. Résultat : quand j'ai le championnat du monde de 2000, à Muret, je ne me suis pas contentée de réitérer ma performance de 1988 à bord d'un prototype. J'ai gagné ce second titre mondial avec un CAP 232, dans une discipline profondément renouvelée ».

### Reconversion comme instructrice, dirigeante et candidate politique
Elle se retire de la compétition pour se consacrer au meeting aérien et est instructrice de voltige de haut niveau. Elle est membre du conseil de l'Aéro-Club de France et de l'Académie de l'air et de l'espace. Son époux, Dominique Maunoury, architecte, peintre de l'Air et de l'Espace, mort en 2001, était également pilote de voltige.
Le 10 août 2010, elle devient directrice du musée de l'Air et de l'Espace, elle est la première femme à occuper cette fonction. Elle continue aussi d'instruire et de voler dans son Extra 300 LP.
En 2011, elle est la marraine du raid Latécoère-Aéropostale.
Alors qu'en 2008, elle figure sur la liste Chartres Votre Ville 2008 de Jean-Pierre Gorges, maire sortant UMP, elle mène en 2014 la liste Réunir Chartres soutenue par le PS, EELV et le MoDem, liste qui est battue au premier tour des municipales avec 31,47 %.
Le 30 mars 2016, Catherine Maunoury est élue à la présidence du Conseil d'administration de L'Aéro-Club de France. Le 28 février 2017, elle quitte la direction du musée de l'Air et de l'Espace après son second mandat et devient ambassadrice du musée jusqu'au 29 février 2020.

## Palmarès

### Titres et trophées

#### Championnat du monde de voltige aérienne
Individuel
- Championne en 1988 et 2000.
- 3e en 1984, 1986 et 1994.

Par équipe
- Championne en 1994.
- Vice-championne en 2000.
- 3e en 1982, 1984 et 1986.

#### Championnat d'Europe de voltige aérienne
- 1re en libre intégral en 1995.

#### Championnat de France de voltige aérienne
- Championne en 1980, 1983, 1985, 1988, 1994, 1996, 1997, 1998, 1999.

### Performance de voltige par année
| Année | Championnat de France | Championnat d'Europe  | Championnat du monde | Championnat du monde |
| Année | Championnat de France | Championnat d'Europe  | Individuel           | Par équipe           |
| ----- | --------------------- | --------------------- | -------------------- | -------------------- |
| 1980  | 1re (1)               | -                     | 3e                   |                      |
| 1981  |                       |                       | -                    |                      |
| 1982  |                       | -                     | 7e                   | 3e                   |
| 1983  | 1er (?)               | 4e                    | -                    |                      |
| 1984  |                       | -                     | 3e                   | 3e                   |
| 1985  | 1er (?)               |                       | -                    |                      |
| 1986  |                       | -                     | 3e                   | 3e                   |
| 1987  |                       | 3e                    | -                    |                      |
| 1988  | 1er (?)               | -                     | 1re                  |                      |
| 1989  |                       |                       | -                    |                      |
| 1990  |                       | -                     |                      |                      |
| 1991  |                       |                       | -                    |                      |
| 1992  |                       | -                     |                      |                      |
| 1993  |                       |                       | -                    |                      |
| 1994  | 1er (6)               | -                     | 3e                   | 1re                  |
| 1995  |                       | 1re en libre intégral | -                    |                      |
| 1996  | 1er (7)               | -                     | 4e                   |                      |
| 1997  | 1er (8)               |                       | -                    |                      |
| 1998  | 1er (9)               | -                     |                      |                      |
| 1999  | 1er (10)              | 2e                    | -                    |                      |
| 2000  |                       | -                     | 1re                  | 2e                   |

### Prix et distinctions
- Commandeur de la Légion d'honneur (chevalier, 2001 - officier, 2009 - commandeur, 2020[13]).
- Commandeur de l'ordre national du Mérite[E 2],[14] (chevalier, 1995 - officier, 2004 - commandeur, 2014[15]).
- Chevalier de l'ordre des Arts et des Lettres (chevalier, 2016[16]).
- Médaille de l'Aéronautique (1987).
- Médaille de vermeil de l'Académie de l'air et de l'espace (2001).
- Médaille du Centenaire[17] de la Fédération aéronautique internationale (2005).
- En 1989, l'Association des Journalistes Professionnels de l’Aéronautique et de l’Espace (AJPAE) lui décerne le prix Icare. Elle est la seconde femme après Jacqueline Auriol à recevoir ce prix.
- Grande médaille d'or de la Société d'encouragement au progrès (2017) ; médaille d'or (2013)[18].

### Ouvrage de référence
- Les exploits des sportifs d'Eure-et-Loir : 1965-2015

1. 1 2 3  Voltige aérienne - 1988-2000 / Catherine Maunoury : les yeux dans les cieux, p. 115
2. 1 2 3 4  Voltige aérienne - 1988-2000 / Catherine Maunoury : les yeux dans les cieux, p. 119.
3. ↑  Voltige aérienne - 1988-2000 / Catherine Maunoury : les yeux dans les cieux, p. 116
4. 1 2 3 4 5 6 7  Voltige aérienne - 1988-2000 / Catherine Maunoury : les yeux dans les cieux, p. 117

### Autres références
1. ↑  « Femme aux commandes », sur Libération.fr (consulté le 1er avril 2016).
2. ↑  « Catherine Maunoury, figure libre • Les questionnaires de Socrate, Théologie, Métaphysique • Philosophie magazine », sur philomag.com (consulté le 1er avril 2016).
3. ↑  « http://www.academie-air-espace.com/mship/newdetail.php?varMbre=868 », sur academie-air-espace.com (consulté le 1er avril 2016).
4. ↑  « Licence de pilote de Catherine Maunoury ».
5. ↑  (en) « Chronology of FAI World (Powered) Aerobatic Championships »(Archive.org • Wikiwix • Archive.is • Google • Que faire ?), sur events.fai.org (consulté le 24 mars 2008).
6. ↑  « Catherine Maunoury, une voltigeuse énergique ».
7. ↑  Catherine Maunoury prend la direction du musée de l'Air et de l'Espace de Paris-Le Bourget
8. ↑  « Catherine Maunoury est marraine du Raid Latécoère 2011 », sur museeairespace.fr (consulté le 12 juin 2023).
9. ↑  Ministère de l'Intérieur, « Résultats des élections municipales 2008 », sur interieur.gouv.fr (consulté le 1er avril 2016).
10. ↑  « Catherine Maunoury, nouvelle Présidente de l’Aéro-Club de France », sur aerobuzz.fr (consulté le 1er avril 2016).
11. ↑  « Compte Twitter de Catherine Maunoury ».
12. ↑  « Palmarès sportif », sur catherine-maunoury.fr (consulté le 6 octobre 2016).
13. ↑  « Décret du 31 décembre 2019 portant promotion dans l'ordre national de la Légion d'honneur ».
14. ↑  Décret du 14 novembre 2013  portant promotion et nomination (lire en ligne)
15. ↑  Catherine Maunoury décorée commandeur de l'ordre national du Mérite
16. ↑  « Nomination dans l'ordre des Arts et des Lettres septembre 2016 - Ministère de la Culture et de la Communication », sur culturecommunication.gouv.fr (consulté le 21 décembre 2016).
17. ↑  Aéro Club de France: Les High Flyers - consulté le 24-03-2008
18. ↑  « Compte Twitter de l'Aéro-Club de France » (consulté le 24 mars 2017).